# علاج رقمي
العلاجات الرقمية، هي مجموعة فرعية من الصحة الرقمية، تدخلات علاجية قائمة تقودها برامج عالية الجودة للوقاية من الاضطراب أو المرض الطبي أو للسيطرة عليه أو علاجه ، وينبغي على شركات العلاجات الرقمية أن تنشر النتائج التجريبية بما في ذلك النتائج المفيدة سريرياً في المجلات العلمية الخاضعة لنظام مراجعة الأقران، كما يعتمد العلاج على التغييرات السلوكية وتغيير نمط الحياة الذي يحفزه مجموعة من الحوافز الرقمية كذلك يمكن جمع وتحليل البيانات كتقرير تطور حالة المريض وكإجراء  وقائي بسبب الطبيعة الرقمية للمنهجية، ويُجرى تطوير العلاجات للوقاية أو السيطرة على مجموعة واسعة من الأمراض والحالات من ضمنها مرض السكري النوع الثاني، وقصور القلب، والسمنة، ومرض الزهايمر، والخرف، والربو، وتعاطي المخدرات، واضطراب فرط الحركة ونقص الانتباه، وارتفاع ضغط الدم، والقلق، والاكتئاب، والعديد من الأمراض الأخرى. غالباً ما توظف العلاجات الرقمية الاستراتيجيات التي تعود جذورها إلى العلاج السلوكي المعرفي.  

## التعاريف
على الرغم من تعدد طرق استخدام العلاجات الرقمية، إلا أنه يمكن تعريف المصطلح بشكل عام على أنه معالجة أو علاج يستعين بالتقنيات الصحية الرقمية التي غالباً ما تكون قائمة على الانترنت لتحفيز التغييرات في سلوك المريض. ويعود استخدام المنتجات الرقمية إلى عام ٢٠٠٠. واُستخدم المصطلح نفسه منذ عام ٢٠١٢. وذكر لأول مرة في منشور بحثي خاضع لمراجعة الأقران عام ٢٠١٥، وفيه عرف الدكتور كاميرون سيبا هذا المجال قائلا «العلاجات الرقمية هي علاجات سلوكية قائمة على الأدلة تُقدّم عبر الإنترنت وتزيد من امكانية الوصول إلى الرعاية الصحية وزيادة فعاليتها». ويُذكر أنه يمكن استخدام العلاجات الرقمية كعلاج مستقل أو مقترناً بالعلاجات التقليدية مثل العلاج الدوائي أو العلاج الشخصي. اعتبارًا من عام ٢٠١٨، لا تزال العلاجات الرقمية مجالًا ناشئاً للتو بدأ الممارسين الطبيين والطلاب والمرضى في استخدامه.
ينص اتحاد العلاج الرقمي على أن: «العلاجات الرقمية (DTx) تقدم تدخلات علاجية قائمة على الأدلة للمرضى تقودها برامج برمجية عالية الجودة للوقاية أو لعلاج مجموعة واسعة من الحالات الجسدية والعقلية والسلوكية والسيطرة عليها.»  وتختلف العلاجات الرقمية عن تطبيقات الصحة أو رسائل تذكير الأدوية من حيث إنها تستلزم وجود أدلة سريرية صارمة لإثبات الاستخدام المقصود والتأثير على حالة المرض.
غالبًا ما تستخدم العلاجات الرقمية كإجراء وقائي للمرضى المعرضين لخطر الإصابة بحالات أكثر خطورة على سبيل المثال قد يوصف للمريض المصاب بمقدمات السكري علاجات رقمية كطريقة لتغيير نظامه الغذائي وسلوكه الذي قد يؤدي لولا ذلك إلى تشخيصه بمرض السكري. ويمكن أيضًا استخدام العلاجات الرقمية كخيار علاجي للحالات القائمة على سبيل المثال، يمكن للمريض المصاب بداء السكري من النوع الثاني استخدام العلاجات الرقمية لإدارة المرض بشكل أكثر فعالية.
تستخدم المنهجية مجموعة متنوعة من الأدوات الرقمية للمساعدة في إدارة ومراقبة الأمراض لدى المرضى المعرضين للخطر والوقاية منها. وتشمل هذه الأجهزة المحمولة والتقنيات، والتطبيقات، وأجهزة الاستشعار، وأجهزة الكمبيوتر المكتبية، وأجهزة إنترنت الأشياء المختلفة. هذه الأدوات بإمكانها أن تجمع مجموعة متنوعة من البيانات تتراوح من الكبير إلى الصغير، كذلك تستطيع العلاجات الرقمية نظرياً أن تجمع قدراً كبيرًا من البيانات مستعينة بمجموعة متنوعة من المصادر، كما أنها تجمع أصغر البيانات وتلتقط المؤشرات الفسيولوجية الشخصية وأنماط السلوك والأنماط الاجتماعية والجغرافية التي يمكن تسجيلها من مصادر رقمية متعددة.

## المنهجيات
يمكن استخدام العلاجات الرقمية لعلاج مجموعة متنوعة من الحالات ولا توجد منهجية واحدة مستخدمة في ممارسة العلاجات الرقمية، كذلك تستخدم العلاجات الرقمية طرقًا متجذرة في العلاج السلوكي المعرفي لتحفيز المرضى على إجراء تغييرات في نمط الحياة ويمكن استخدام هذه الطريقة لإدارة ومنع العديد من الحالات بما في ذلك مرض السكري النمط الثاني، ومرض الزهايمر، والخرف، وفشل القلب الاحتقاني، ومرض الانسداد الرئوي المزمن، والربو، وأمراض الرئة، والسمنة، وتعاطي المخدرات، واضطراب فرط الحركة ونقص الانتباه، والأرق، وارتفاع ضغط الدم، والقلق، والاكتئاب، وغيرهم.
يمكن أن تكون المنهجيات بسيطة كإرسال إشعارات مصممة لتعديل السلوك للمرضى المعرضين لخطر السمنة أو مرض السكري ومعقدة مثل إدارة علامة لاسلكية قابلة للهضم تتصل بجهاز استشعار خارجي لمراقبة فعالية دواء محدد. تعتبر الوقاية من مرض السكري والسمنة والسيطرة عليها محط تركيز رئيسي في مجال العلاجات الرقمية. يمكن للأجهزة المتصلة مثل مضخات الأنسولين ومقاييس السكر في الدم والأدوات القابلة للارتداء إرسال البيانات إلى نظام موحد. يستخدم العلاج أيضًا البيانات المبلغ عنها ذاتيًا مثل النظام الغذائي أو عوامل نمط الحياة الأخرى. وأيضاً غالبًا ما يستخدم لمراقبة احتمالية حدوث الإصابة بأمراض القلب والرئة وتغيير السلوكيات مثل التدخين أو سوء التغذية أو عدم ممارسة الرياضة.
يمكن استخدام العلاجات الرقمية لعلاج المرضى الذين يعانون من أعراض نفسية وعصبية مثلاً يمكن أن يتلقى المرضى الذين يعانون من اضطرابات مثل اضطراب فرط الحركة ونقص الانتباه والاكتئاب والقلق استخدام العلاج السلوكي المعرفي عبر أجهزتهم المحمولة. نظرت إحدى الدراسات في فعالية التدخلات العلاجية القائمة على الصور الرمزية للتقليل من أعراض الاكتئاب  وحللت دراسة أخرى سبع تجارب سريرية لكي تثبت فعالية العلاج الرقمي في خفض ضغط الدم بشكل ملحوظ. كما أشارت دراسة أولية أن استخدام التطبيق الذهني في الهاتف المحمول قد يكون قادرًا على تقليل التوتر الحاد مع تحسين المزاج.

## النتائج
أجمع الباحثون في مجال العلاجات الرقمية اجماعاً عاماً على أن التخصص يتطلب مزيداً من البيانات السريرية والتحقيقات حتى يتم تقييمها بشكل كامل،  كما أُجريت مجموعة متنوعة من الدراسات لتقييم فعالية وتأثير تقنيات تغيير السلوك التي تستخدم منصة رقمية. في تحليل تلوي لما يقارب ٨٥ من هذه الدراسات المكونة من مجموع حجم العينة البالغ أكثر من ٤٣٠٠٠ مشارك، اكتشف الباحثون أن العلاجات الرقمية لها «تأثير ضئيل إحصائيًا ولكنه مهم على السلوك المتعلق بالصحة»، اكتشف الباحثون أن العلاجات الرقمية لها «تأثير ضئيل إحصائيًا ولكنه مهم على السلوك المتعلق بالصحة». أظهرت الدراسة أيضًا أن الاستخدام الأوسع للنظرية، وتقنيات تغيير السلوك، وأنماط التسليم (خاصة الإشعارات المنتظمة) أدى إلى تحسين فعالية برنامج معين.
لقد أظهرت الدراسات الفردية أيضا ًبعض الفوائد للمرضى فمثلاً شهد برنامج الوقاية من مرض السكر الذي يستخدم العلاجات الرقمية أن المشاركين يفقدون ما يعادل ٤.٧٪ في المتوسط من وزن الجسم الأساسي بعد عام واحد (ويفقدون حوالي ٤.٢٪ بعد عامين) كما يمرون بانخفاض بنسبة ٠، ٣٨ ٪ في مستويات A1C بعد عام واحد (٠، ٤٣ ٪ بعد عامين). كما أفاد برنامج تجريبي آخر لفقدان الوزن باستخدام العلاجات الرقمية عن فقدان وزن متوسط جسم بمقدار 13.5 رطلاً (أو 7.3٪ من خط الأساس) مع انخفاض كبير في متوسط ضغط الدم الانقباضي والانبساطي (18.6 مم زئبق و6.4 مم زئبق على التوالي). كما شهدت الدراسة انخفاضًا طفيفًا ولكن غير ذي دلالة إحصائية في الكوليسترول الكلي والبروتين الدهني منخفض الكثافة والدهون الثلاثية (ثلاثي الغليسريد)ومستويات A1c .